# Новокщонова Ольга Миколаївна
Новокщонова Ольга Миколаївна (29 листопада 1974) — російська синхронна плавчиня.
Олімпійська чемпіонка 2000, 2004 років, учасниця 1996 року.